# Aktan Abdykalykow

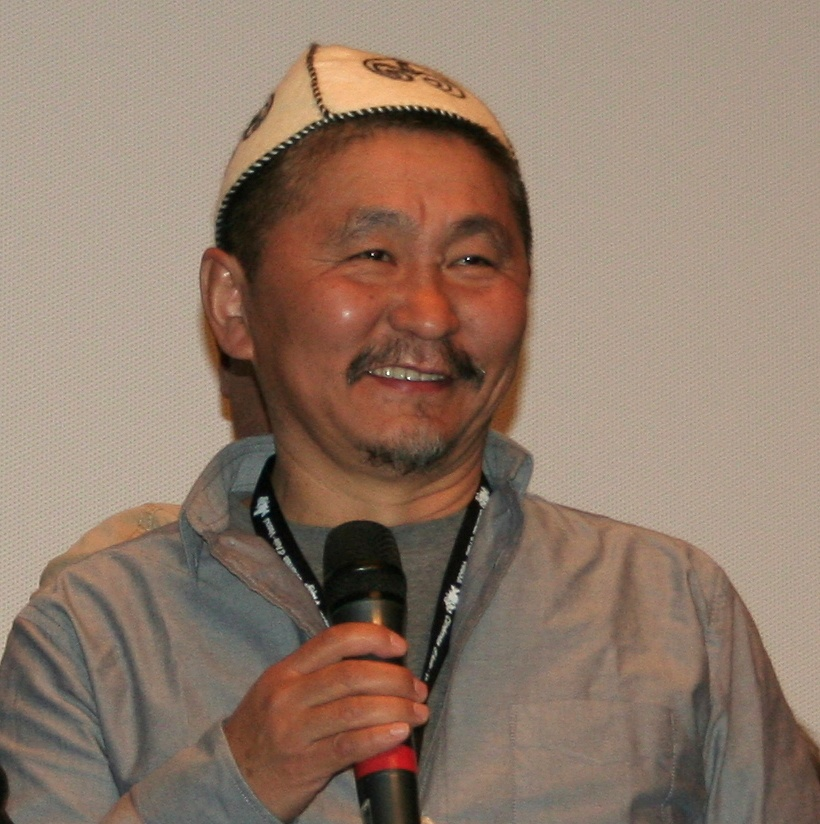
Aktan Abdykalykow (2010)

Aktan Abdykalykow (Aktan Arym Kubat, kirgisisch Актан Абдыкалыков (Актан Арым Кубат); * 26. März 1957 in Kuntuu, Kirgisische SSR, Sowjetunion) ist ein kirgisischer Regisseur.

## Wirken
Abdykalykow beendete 1980 die Staatliche Kirgisische Kunsthochschule mit einem Diplom, arbeitete dann als Bühnenbildner und künstlerischer Gestalter in einem nationalen Filmstudio, bevor er 1990 erstmals als Regisseur eines Dokumentarfilms künstlerisch tätig wurde. Es folgten vier Kurzfilme, die teilweise bei Filmfestspielen prämiert wurden, ehe er 1998 seinen ersten Spielfilm Beschkempir – Der fremde Sohn realisierte. Der Film, zu dem er auch das Drehbuch schrieb, gilt als erste Filmproduktion aus dem unabhängigen Kirgisistan und gewann zahlreiche internationale Preise, wie den „Silbernen Leoparden“ in der Kategorie Junges Kino auf dem Internationalen Filmfestival in Locarno und den Findlingspreis in Cottbus.
Abdikalikows zweiter Spielfilm Maimil aus dem Jahr 2001 war ebenfalls für zahlreiche Filmpreise nominiert, wie dem Rainer-Werner-Fassbinder-Preis, der im Rahmen des Europäischen Filmpreises verliehen wurde.
Sein dritter Spielfilm Der Dieb des Lichts wurde auf dem Filmfestival von Amiens mit dem Special Jury Award geehrt, erhielt den Publikumspreis auf dem Filmfestival Cottbus, wurde mit dem NETPAC Jury Award auf dem Tallinn Black Nights Film Festival ausgezeichnet, gewann auf dem Kinoshock Filmfest in Anapa, Russland, den Preis der Filmkritiker sowie den Preis für die beste männliche Hauptrolle, und erhielt den Grand Prix sowie den FIPRESCI-Preis auf dem Eurasia Filmfest in Almaty, Kasachstan. Des Weiteren wurde der Film als einer von neun Filmen ins „Global Lens 2011“-Programm des  MoMA, Museum of Modern Arts, New York, aufgenommen und war der offizielle Kandidat Kirgisistans für die Oscar-Nominierungen zum besten fremdsprachigen Film 2011.
Die Flügel der Menschen (Centaur) von 2017 ist eine Ode auf das Kino, seine Tradition und die Kraft seiner Bilder. Das Drama gewann auf der Berlinale 2017 den CICAE Art Cinema Preis.

## Filmografie (Auswahl)
- 1995: Die Bushaltestelle, Kurzfilm (Beket)
- 1998: Beschkempir – Der fremde Sohn (Beschkempir)
- 2001: Maimil, alternativ Der Affe (Maimil, Маймыл)
- 2010: Der Dieb des Lichts (Swet-Ake)
- 2017: Die Flügel der Menschen (Centaur)
- 2022: This Is What I Remember (Esimde)
- 2025: Black Red Yellow (Kara Kyzyl Sary)